# Gregory Rodrigues
Gregory Felipe Santos Rodrigues (Porto Velho, Rondônia; 17 de febrero de 1992) es un artista marcial mixto brasileño que compite en la división de peso medio del Ultimate Fighting Championship. Es ocho veces campeón nacional de BJJ. Fue el campeón de peso mediano de Smash Global MMA y ex campeón de peso mediano de Legacy Fighting Alliance (LFA).

## Primeros años
Nacido en Porto Velho, Gregory llegó a Manaos cuando aún tenía cuatro meses de edad. Conoció las artes marciales desde que tenía cinco años, comenzó con la capoeira, antes de migrar al jiu-jitsu a los 8 años y eventualmente convertirse en cinturón negro con el sensei Henrique Machado, quien también era el jiu de Ronaldo “Jacaré” Souza. -entrenador de jitsu. Se convirtió en ocho veces campeón nacional de jiu-jitsu, campeón mundial de jiu-jitsu y campeón mundial profesional en Abu Dhabi. También se entrenó en lucha olímpica con el profesor Waldeci, incorporándose al equipo cadete de lucha de Brasil y quedando subcampeón del campeonato Panamericano de lucha en Nicaragua. En 2014, se mudó a Río de Janeiro para iniciar su carrera profesional en MMA.

## Carrera de artes marciales mixtas

### Carrera temprana
Al comenzar su carrera profesional en 2014, Rodrigues tuvo marca de 7-2 peleando principalmente en la escena regional brasileña, obteniendo victorias en promociones como ACB, donde obtuvo una victoria por nocaut técnico en el primer asalto en ACB 73 y también ganó el título mundial de peso mediano de Smash. obteniendo una victoria por decisión unánime en LFA 71.
Fue invitado a competir contra Jordan Williams en la Contender Series 33 de Dana White el 15 de septiembre de 2020. Perdió la pelea por nocaut en el primer asalto.
Regresaría a la LFA, ingresando al torneo de cuatro hombres por el Campeonato de Peso Medio de la LFA . En la primera ronda, Rodrigues se enfrentó a Al Matavao en LFA 102 , donde noqueó a Matavao en la segunda ronda. En la final de LFA 108, Rodrigues detuvo a Josh Fremd en una ronda para reclamar el campeonato vacante de peso mediano de la LFA . A pocos días de la victoria, a Rodrigues le pidieron que compitiera en UFC con poca antelación.

### Ultimate Fighting Championship
Rodrigues, como reemplazo de Maki Pitolo, se enfrentó a Duško Todorović el 5 de junio de 2021 en UFC Fight Night: Rozenstruik vs. Sakai. Ganó la pelea por decisión unánime.
Rodrigues se enfrentó a Jun Yong Park el 23 de octubre de 2021 en UFC Fight Night: Costa vs. Vettori. Ganó la pelea por nocaut en el segundo asalto. Esta pelea le valió el premio Pelea de la Noche.
Rodrigues se enfrentó a Armen Petrosyan el 26 de febrero de 2022 en UFC Fight Night: Makhachev vs. Green. Perdió la pelea por decisión dividida controvertida. 10 de 14 medios de comunicación puntuaron la pelea por Rodrigues.
Rodrigues se enfrentó a Julián Márquez, reemplazando a Wellington Turman, el 18 de junio de 2022, en UFC On ESPN 37. Ganó la pelea en el primer asalto por nocaut. Esta victoria le valió su primer premio Actuación de la Noche.
Rodrigues se enfrentó a Chidi Njokuani el 17 de septiembre de 2022 en UFC Fight Night 210. Ganó la pelea por nocaut técnico en el segundo asalto. Esta pelea le valió el premio Pelea de la Noche.
Rodrigues estaba programado para enfrentar a Brad Tavares el 21 de enero de 2023 en UFC 283. Sin embargo, Tavares se retiró de la pelea debido a una lesión, y fue reemplazado por el recién llegado Brunno Ferreira. Perdió la pelea por nocaut en el primer asalto.
Rodrigues se enfrentó a Denis Tiuliulin el 19 de agosto de 2023 en UFC 292. La pelea estaba originalmente programada para el 24 de junio de 2023 en UFC en ABC 5, pero se pospuso después de que Tiuliulin se retirara por razones no reveladas. Ganó la pelea por nocaut en el primer asalto.
Rodrigues se enfrentó a Brad Tavares el 10 de febrero de 2024 en UFC Fight Night 236.Ganó la pelea por nocaut técnico en el tercer asalto.

## Campeonatos y logros
- Ultimate Fighting Championship
  - Actuación de la Noche (Una vez) vs. Julián Márquez[22]
  - Pelea de la Noche (Dos veces)  vs. Jun Yong Park y Chidi Njokuani[16][25]
- Legacy Fighting Alliance
  - Campeón de peso mediano de LFA (una vez; ex) [10]
- Smash Global
  - Campeón de peso mediano de Smash Global (una vez; anterior) [35]

## Récord de artes marciales mixtas
| Récord profesional | Récord profesional | Récord profesional |
| 20 peleas          | 15 victorias       | 6 derrotas         |
| ------------------ | ------------------ | ------------------ |
| Nocaut             | 11                 | 4                  |
| Sumisión           | 3                  | 0                  |
| Decisión           | 2                  | 1                  |
| Empate             | 0                  | 0                  |

| Resultado | Récord | Oponente              | Método                  | Evento                                 | Fecha                    | Ronda | Tiempo | Localización              | Notas                                                               |
| --------- | ------ | --------------------- | ----------------------- | -------------------------------------- | ------------------------ | ----- | ------ | ------------------------- | ------------------------------------------------------------------- |
| Victoria  | 16-6   | Jack Hermansson       | KO (puñetazo)           | UFC 317                                | 28 de junio de 2025      | 1     | 4:21   | Las Vegas, Nevada         | Actuación de la Noche                                               |
| Derrota   | 15-6   | Jared Cannonier       | TKO (puñetazos)         | UFC Fight Night: Canonier vs Rodrigues | 27 de julio de 2024      | 4     | 0:21   | Las Vegas, Nevada         | Pelea de la Noche                                                   |
| Victoria  | 15–5   | Brad Tavares          | TKO (golpes)            | UFC Fight Night: Hermansson vs. Pyfer  | 10 de febrero de 2024    | 3     | 0:55   | Las Vegas, Nevada         |                                                                     |
| Victoria  | 14–5   | Denis Tiuliulin       | KO (Codazos)            | UFC 292                                | 19 de agosto de 2023     | 1     | 1:43   | Boston, Massachusetts     |                                                                     |
| Derrota   | 13–5   | Brunno Ferreira       | KO (Puñetazo)           | UFC 283                                | 21 de enero de 2023      | 1     | 4:13   | Rio de Janeiro            |                                                                     |
| Victoria  | 13–4   | Chidi Njokuani        | TKO (golpes)            | UFC Fight Night: Sandhagen vs. Song    | 17 de septiembre de 2022 | 2     | 1:27   | Las Vegas, Nevada         | Pelea de la noche.                                                  |
| Victoria  | 12–4   | Julian Marquez        | KO (golpes)             | UFC on ESPN: Kattar vs. Emmett         | 18 de junio de 2022      | 1     | 3:18   | Austin, Texas             | Actuación de la noche.                                              |
| Derrota   | 11–4   | Armen Petrosyan       | Decisión (dividida)     | UFC Fight Night: Makhachev vs. Green   | 26 de febrero de 2022    | 3     | 5:00   | Las Vegas, Nevada         |                                                                     |
| Victoria  | 11–3   | Park Jun-yong         | KO (golpes)             | UFC Fight Night: Costa vs. Vettori     | 23 de octubre de 2021    | 2     | 3:13   | Las Vegas, Nevada         | Pelea de la noche.                                                  |
| Victoria  | 10–3   | Duško Todorović       | Decisión (unánime)      | UFC Fight Night: Rozenstruik vs. Sakai | 5 de junio de 2021       | 3     | 5:00   | Las Vegas, Nevada         |                                                                     |
| Victoria  | 9–3    | Josh Fremd            | KO (Golpes)             | LFA 108                                | 21 de mayo de 2021       | 1     | 2:20   | Sioux Falls, South Dakota | Ganó el campeonato vacante de peso medio de la LFA .                |
| Victoria  | 8–3    | Jordan Williams       | KO (puñetazo)           | LFA 102                                | 19 de marzo de 2021      | 2     | 1:02   | Shawnee, Oklahoma         | Pelea de peso pactado en (187,4 libras); A Rodrigues le faltó peso. |
| Derrota   | 7–3    | Jordan Williams       | KO (puñetazo)           | Dana White's Contender Series 33       | 15 de septiembre de 2020 | 1     | 2:19   | Las Vegas Nevada          |                                                                     |
| Victoria  | 7–2    | Brandon Hester        | KO (patada al cuerpo)   | SMASH Global 9                         | 19 de diciembre de 2019  | 1     | 3:03   | Hollywood California      | Ganó el campeonato de Peso medio de SG                              |
| Victoria  | 6–2    | Tanner Saraceno       | Decisión (Unánime)      | LFA 71                                 | 12 de julio de 2019      | 3     | 5:00   | Atlanta Georgia           |                                                                     |
| Victoria  | 5–2    | Edilberto de Oliveira | Sumisión (armbar)       | Jaguar Combat 1                        | 16 de marzo de 2018      | 1     | 4:59   | Manaos                    |                                                                     |
| Victoria  | 4–2    | Umar Gaisumov         | TKO (golpes)            | ACB 73                                 | 21 de octubre de 2017    | 1     | 2:43   | Rio de Janeiro            |                                                                     |
| Victoria  | 3–2    | Robert Reed           | TKO (sumisión a golpes) | Island Fights 39                       | 18 de noviembre de 2016  | 2     | 1:12   | Pensacola, Florida,       |                                                                     |
| Victoria  | 2–2    | Marco Aurélio         | Sumision (heel hook)    | Face to Face 13                        | 12 de marzo de 2018      | 2     | 0:54   | São Gonçalo               |                                                                     |
| Derrota   | 1–2    | Renato Rangel         | Decision (dividida)     | Face to Face 11                        | 24 de abril de 2015      | 3     | 5:00   | Rio de Janeiro            |                                                                     |
| Victoria  | 1–1    | Douglas Carvalho      | Sumisión (armbar)       | Face to Face 9                         | 19 de diciembre de 2014  | 1     | 2:09   | Rio de Janeiro            |                                                                     |
| Derrota   | 0–1    | Bruno Lopes           | TKO (golpes)            | Jungle Fight 73                        | 6 de septiembre de 2014  | 1     | 1:05   | São Paulo                 |                                                                     |